# IC 4854
IC 4854 је спирална галаксија у сазвјежђу Паун која се налази на листи објеката дубоког неба у Индекс каталогу.
Деклинација објекта је - 59° 18' 54" а ректасцензија 19h 27m 21,2s. Привидна величина (магнитуда) објекта IC 4854 износи 13,1 а фотографска магнитуда 13,8. IC 4854 је још познат и под ознакама IC 4855, ESO 142-7, FAIR 58, AM 1923-592, IRAS 19230-5925, PGC 63223.